# سیارک ۸۸۲۰
سیارک ۸۸۲۰ (به انگلیسی: 8820 Anjandersen، نامگذاری:1985VG) هشت هزار و هشتصد و بیستمین سیارک کشف شده‌است که در ۱۴ نوامبر ۱۹۸۵ کشف شد.